# Syke
Syke este un oraș din landul Saxonia Inferioară, Germania.

## Populație
- 1961:16.203
- 1970:17.013
- 1979:19.413
- 1987:18.796
- 1992:21.411
- 1997:23.340
- 2002:23.786
- 2007:24.527
- 2011:24.279
- 2013:23.666

1. ↑  Alle politisch selbständigen Gemeinden mit ausgewählten Merkmalen am 31.12.2018 (4. Quartal) (în germană), Statistisches Bundesamt[*], arhivat din original la 10 martie 2019, accesat în 10 martie 2019